# (S)-لیمونن ۶-مونواکسیژناز
در آنزیم‌شناسی، یک (S)-لیمونن ۶-مونواکسیژناز (عدد گروه آنزیم 1.14.13.48) آنزیمی است که واکنش شیمیایی زیر را کاتالیز می‌کند.
(-)-(S)-لیمونن + NADPH ++H + O۲ {\displaystyle \rightleftharpoons } (-)-ترانس-کاروول + NADP+ + H۲O
۴ سوبسترای این آنزیم عبارتند از (-)-(S)-لیمونن، NADPH، H + و O۲، در حالی که ۳ محصول آن عبارتند از (-)-ترانس-کاروویل، NADP+ و H۲O.

## همچنین ببینید
- CYP2C19